# Sminthurididae
Famille
Les Sminthurididae (à ne pas confondre avec: Sminthuridae, Lubbock, 1862) sont une famille de collemboles.
Elle comporte plus de 150 espèces dans 11 genres actuels.

## Liste des genres
Selon Checklist of the Collembola of the World (version du 19 août 2019) :
- Sminthuridini Börner, 1906
  - Boernerides Bretfeld, 1999
  - Debouttevillea Murphy, 1965
  - Denisiella Folsom & Mills, 1938
  - Pedonides Bretfeld, 2010
  - Pygicornides Betsch, 1969
  - Sinnamarides Betsch & Waller, 1991
  - Sminthurides Börner, 1900
  - Sminthuridia Massoud & Betsch, 1972
  - Stenacidia Börner, 1906
  - Yosiides Massoud & Betsch, 1972
- Sphaeridiini Richards, 1968
  - Sphaeridia Linnaniemi, 1912
- tribu indéterminée
  - † Pseudosminthurides Sánchez-García & Engel, 2016

## Publication originale
- Börner, 1906 : Das System der Collembolen nebst Beschreibung neuer Collembolen des Hamburger Naturhistorischen Museums. Mitteilungen aus dem Naturhistorischen Museum in Hamburg, vol. 23, p. 147-188 (texte intégral).